# Christoph von Schönberg

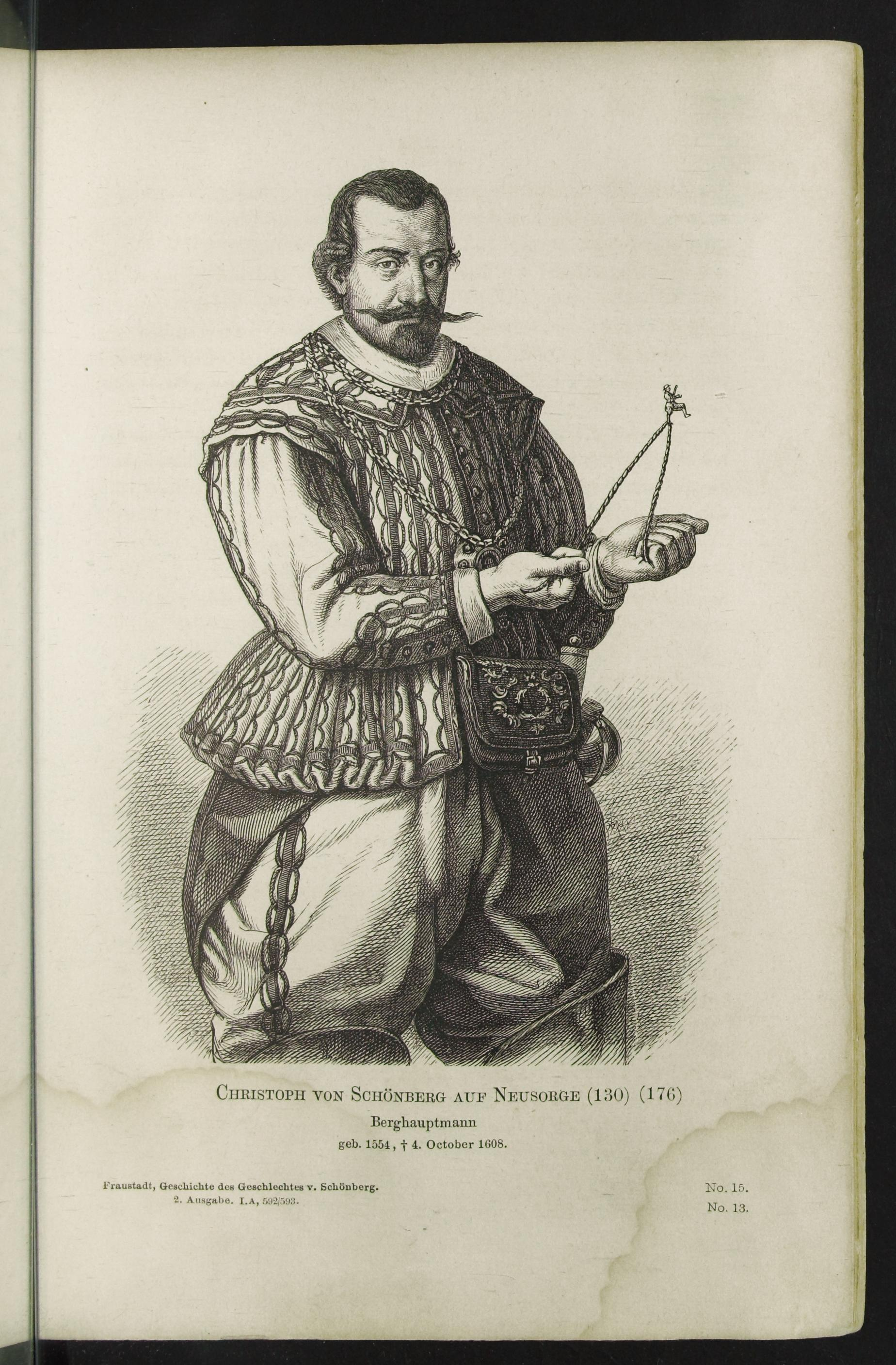
Christoph von Schönberg (1554–1608)

Christoph von Schönberg (* 1554; † 4. Oktober 1608 in Dresden) war ein sächsischer Berghauptmann und Hauptmann der Ämter Wolkenstein, Lauenstein und Rauenstein sowie Rittergutsbesitzer von Neusorge.

## Leben
Christoph von Schönberg entstammte dem sächsischen Adelsgeschlecht von Schönberg und war der Sohn von Wolf von Schönberg (1518–1584).
Er wurde nach dem Tod von Lorenz von Schönberg von Kurfürst Christian I. von Sachsen am 20. März 1588 zum Berghauptmann bestallt. Außerdem wurde er Amtshauptmann der sächsischen Ämter Wolkenstein, Lauenstein und Rauenstein. Nach seinem Tod erschien die von Polycarp Leyser gehaltene Leichenpredigt in Druck.